# Rineloricaria catamarcensis
Rineloricaria catamarcensis är en fiskart som först beskrevs av Berg, 1895.  Rineloricaria catamarcensis ingår i släktet Rineloricaria och familjen Loricariidae. Inga underarter finns listade i Catalogue of Life.